# Інес Бубакрі
Інес Бубакрі (араб. إيناس بوبكري; нар. 28 грудня 1988 року, Туніс, Туніс) — туніська фехтувальниця (рапіра), бронзова призерка Олімпійських ігор в Ріо 2016 року в індивідуальних змаганнях, дворазова бронзова призерка чемпіонату світу.

## Виступи на Олімпіадах
| Олімпіада   | Дисципліна       | Місце |
| ----------- | ---------------- | ----- |
| Пекін 2008  | рапіра, особисті | =33   |
| Лондон 2012 | рапіра, особисті | 6     |
| Ріо 2016    | рапіра, особисті | 3     |